# Rudi Steffens

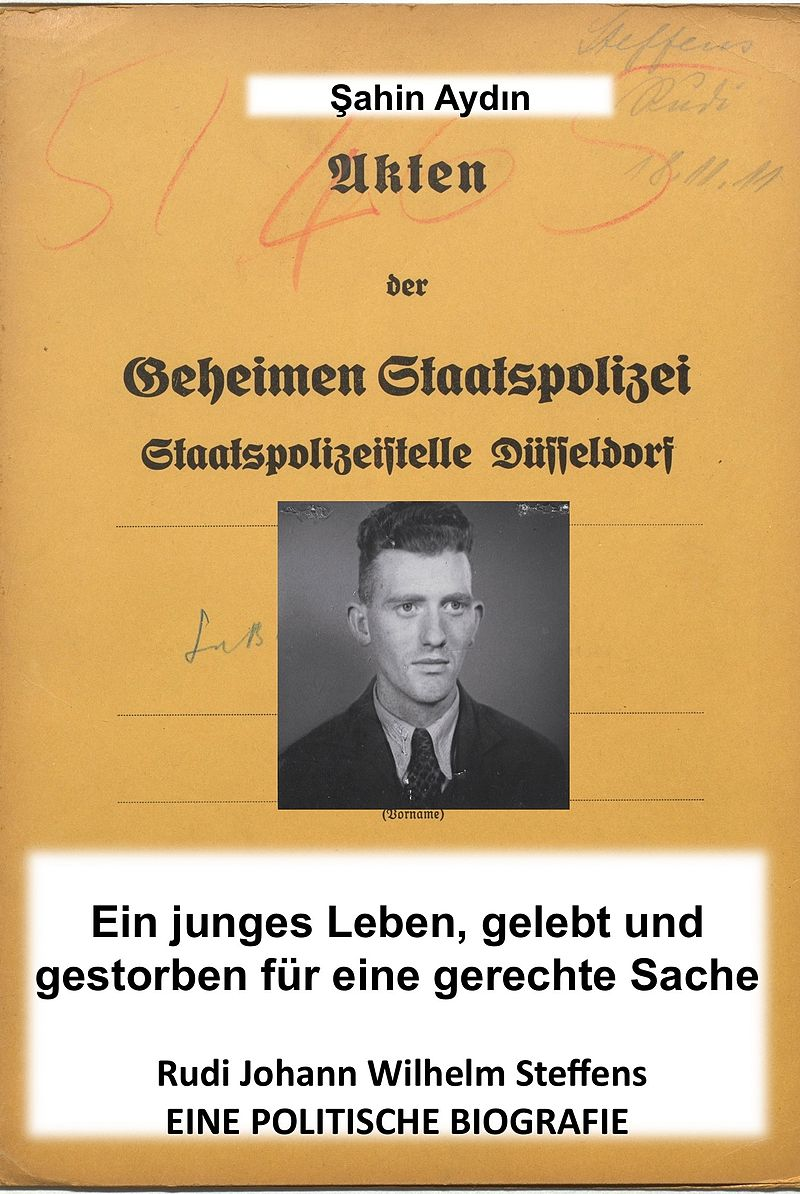
Broschüre über Rudi (Rudolf) Johann Steffens, Sahin Aydin, 2014

Rudi Johann Wilhelm Steffens (* 18. November 1911 in Essen; † 22. April 1945 im KZ Mauthausen) war ein deutscher KPD-Funktionär und Opfer des Nationalsozialismus.

## Leben
Im Oktober 1927 zog Rudis Familie aufgrund von Arbeitslosigkeit nach Gronau (Westf.). Mit 15 Jahren wurde Rudi Mitglied der KJVD und später Mitglied der KPD.
Die Verfolgung der Mitglieder der KPD und KJVD begann unmittelbar mit der Machtübergabe an die Nationalsozialisten. Infolge der nationalsozialistischen Reichstagsbrandverordnung vom 28. Februar 1933 fanden auch in Gronau Hausdurchsuchungen bei Kommunisten statt. Rudi Steffens wurde von der Gestapo verhaftet, jedoch kurz danach freigelassen. Rudis Vater, Rudolf Steffens, wurde neun Monate im KZ Esterwegen festgehalten.
Am 28. Februar 1933 wurden KPD und KJVD verboten. Im Verlauf verschiedener Hausdurchsuchungen wurden immer weitere Mitglieder und Funktionäre der KPD festgenommen und in Schutzhaft genommen. Mehrere Kommunisten kamen in Konzentrationslager. Rudi, wie auch andere KPD-Mitglieder, setzten ihre politischen Aktivitäten fort, u. a. unter den Textilarbeitern der Firma Gerrit Van Delden in Gronau.
Danach wurde er Mitglied der KPD Bezirksleitung Ruhr, arbeitete in Essen und in Dortmund aktiv am Widerstand gegen den Nationalsozialismus. Von der Partei wurde er als Kurier zwischen Holland und Deutschland zur Verbreitung und Übermittlung politischer Schriften eingesetzt. Er hielt sich in Enschede und Dortmund auf, brachte politische Schriften aus Holland über Gronau nach Dortmund, von wo aus sie im gesamten Ruhrgebiet verteilt wurden.
Viele deutsche Kommunisten und Widerstandskämpfer flüchteten in die Niederlande und führten dort ihre politische Arbeit fort. Dieses brachte die niederländische Regierung zunehmend in Bedrängnis, da sie mit dem Deutschen Reich nicht in Konflikt geraten wollte. Sie begann Druck auszuüben, woraufhin viele ihr Exil nach Belgien und später nach Frankreich und Spanien verlegten. Anfang 1935 wurde er aus der Partei ausgeschlossen. Er wurde beschuldigt, ein Trotzkist zu sein. Rudi ging nach Belgien und Frankreich, wo er weiter politisch arbeitete.
Ende 1936 ging er nach Spanien, wo er sich im Spanischen Bürgerkrieg der POUM anschloss. Nach dem POUM-Verbot schloss er sich einer anarchistischen Polizei-Einheit in Barcelona an.
Im Jahr 1937 fahndete die Gestapo nach ihm. Anfang 1939 kehrte er wieder nach Frankreich zurück und hielt sich ab März 1939 in Tulle im Département Corrèze und in Paris auf. Ab diesem Zeitpunkt hatte er Kontakte zum Hilfskomitee für ehemalige Spanienkämpfer in Paris. Im Juni 1939 wurde er kurzzeitig inhaftiert.
Schließlich wurde er am 15. Oktober 1943 in Marseille erneut von der Gestapo interniert und danach zur Gestapo Münster überstellt. Anschließend wurde er in das berüchtigte Gestapo Gefängnis „Dortmunder Steinwache“ eingeliefert, wo er vom 3. April 1944 bis 29. August verhört und gefoltert wurde.
In dieser Zeit konnten die Eltern Rudi in Dortmunds Steinwache alle 14 Tage für jeweils 15 Minuten besuchen.

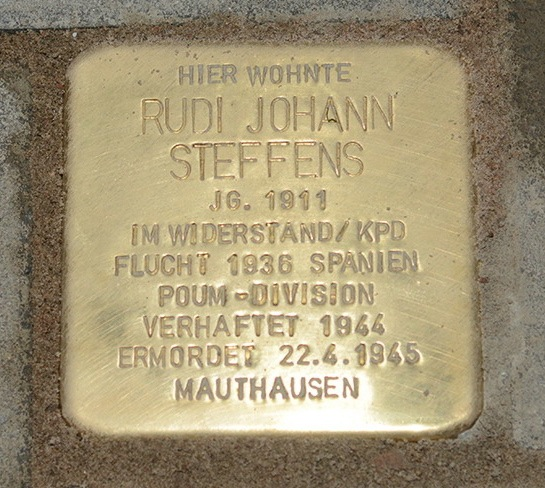
Stolperstein für Rudi Steffens

Von dort wurde er am 2. September 1944 in das KZ Dachau eingewiesen (Häftlingsnummer: 97.989, NS-Haftkategorie: Schutzhaft) und am 14. September 1944 in das KZ Mauthausen überstellt (Häftlingsnummer: 99.219). Dort wurde er ab 20. September 1944 als Zwangsarbeiter im KZ Mauthausen / Kommando Gusen Bergkristall eingesetzt und ist am 22. April 1945 im KZ Mauthausen / Kommando Gusen verstorben.
Die Familie Steffens bekam Nachricht, dass ihr Sohn an Lungentuberkulose verstorben sei. Mutter Hermine Alma Steffens starb 1946. Der Vater, Rudolf Steffens, starb am 1967. Er war ein Textilarbeiter wie Rudi und arbeitete auch in der Firma Gerrit van Delden. Seine Schwester, Ernestine Alma, war Mitglied der KPD bzw. ab 1968 bis zu ihrem Tod Mitglied der DKP. Gegen den Widerstand der Evangelischen Kirche und nach zähen Auseinandersetzungen setzte Alma durch, dass Rudis Name mit auf den Grabstein der Eltern geschrieben wurde, welche auf dem Evangelischen Friedhof Ochtruper Straße liegen. Er wurde durch einen Stolperstein in Gronau geehrt.